# La bara
La bara, noto anche col titolo internazionale The Coffin, è un film del 2008 diretto da Ekachai Uekrongtham.

## Trama
Un ragazzo e una ragazza decidono di andare incontro al rituale thailandese secondo cui ci si rinchiude dentro le bare per scacciare la sfortuna e prolungare la vita. Chris, un claustrofobico architetto lo fa nella speranza di salvare la sua fidanzata che sta per morire di cancro terminale. Sue, una dietista di Hong Kong in visita in Thailandia lo fa per cercare di salvare la sua vita dopo essersi fatta diagnosticare un tumore letale al cervello, una settimana prima del suo matrimonio. Dopo il rituale, Chris e Sue sembrano credere di aver ricevuto i miracoli nelle loro rispettive vite. Ma presto, si ritrovano a dover fare i conti con una serie di bizzarri e terrificanti incidenti. Con l'aiuto di un professore esperto in casi paranormali associati al rituale, essi si dispongono a esorcizzare i fantasmi che li tormentano e tentano di capovolgere la ruota del karma.

## Riconoscimenti
- 2009 - Thailand National Film Association Awards
  - Nomination per i migliori effetti speciali
  - Nomination per il miglior montaggio sonoro a Preethep Boondech, Ramindra Sound Recording Studios
  - Nomination per la miglior fotografia a Choochart Nantitanyatada
  - Nomination per il miglior montaggio a Sunij Asavinikul